# Renegade (album de Thin Lizzy)
Pour les articles homonymes, voir Renegade.
Albums de Thin Lizzy
Chinatown
(1980) Thunder and Lightning
(1983)
Singles
1. Hollywood (Down On Your Luck)
Sortie : mars 1981

Renegade est le 11e album studio du groupe de hard rock irlandais Thin Lizzy. il est sorti le 15 novembre 1981 sur le label Vertigo Records.

## Historique
Il a été enregistré en 1981 à Londres aux Odyssey et Morgan Studios et aux Compass Point Studios de Nassau aux Bahamas et produit par le groupe et Chris Tsangarides. Ce dernier venait de produire le groupe Tygers of Pan Tang où officiait John Sykes, il ne sera donc pas étranger à la venue de celui-ci en remplacement de Snowy White. Celui-ci quittera Thin Lizzy en 1982 préférant se consacrer à une musique moins "hard" et plus bluesy.
Malgré l'absence de la photo de Darren Wharton sur la pochette de l'album, celui-ci fait maintenant officiellement partie du groupe et compose avec Lynott le premier titre de l'album, Angel of Death.
Renegade n'atteindra que la 38e place dans les charts britanniques et sera le premier album du groupe depuis Fighting en 1975 a ne recevoir aucune récompense. Aux États-Unis, l'album atteint la 157e place au Billboard 200.

## Liste des titres
Vinyle – Vertigo Records (6359 083,  Union européenne)
| 1. | Angel of Death         | Phil Lynott, Darren Wharton | 6:17 |
| 2. | Renegade               | Lynott, Snowy White         | 6:08 |
| 3. | The Pressure Will Blow | Lynott, Scott Gorham        | 3:45 |
| 4. | Leave This Town        | Lynott, Gorham              | 3:48 |

| 5. | Hollywood (Down on Your Luck) | Lynott, Gorham      | 4:10 |
| 6. | No One Told Him               | Lynott, Gorham      | 3:36 |
| 7. | Fats                          | Lynott, Snowy White | 4:02 |
| 8. | Mexican Blood                 | Lynott              | 3:40 |
| 9. | It's Getting Dangerous        | Lynott, Gorham      | 5:46 |

Titres bonus de la réédition 2003
| No  | Titre                                                   | Auteur              | Durée |
| --- | ------------------------------------------------------- | ------------------- | ----- |
| 10. | Trouble Boys (Single face A)                            | Billy Bremer        | 3:32  |
| 11. | Memory Pain (single face B)                             | Percy Mayfield      | 4:44  |
| 12. | Hollywood (Down On Your Luck) (Extended version)        | Lynott, Gorham      | 6:16  |
| 13. | Renegade (Edited version)                               | Lynott, Snowy White | 5:25  |
| 14. | Hollywood (Down On Your Luck) (7" promo single version) | Lynott, Gorham      | 3:18  |

## Composition du groupe
- Phil Lynott - chant, basse.
- Scott Gorham - guitare rythmique, guitare solo, chœurs.
- Snowy White - guitare rythmique, guitare solo, chœurs.
- Brian Downey - batterie, percussions.
- Darren Wharton - claviers, chœurs.

## Charts

### Album
| Pays                          | Durée du classement | Meilleur classement | Date             |
| ----------------------------- | ------------------- | ------------------- | ---------------- |
| Canada (RPM)                  | 7 semaines          | 35e                 | 6 mars 1982      |
| États-Unis (Billboard 200)    | 11 semaines         | 157e                | 27 mars 1982     |
| Royaume-Uni (UK Albums Chart) | 8 semaines          | 38e                 | 6 décembre 1981  |
| Suède (Sverigetopplistan)     | 3 semaines          | 24e                 | 22 décembre 1981 |

### Singles
| Single                        | Chart                  | Durée du classement | Position | Date         |
| ----------------------------- | ---------------------- | ------------------- | -------- | ------------ |
| Angel of Death                | Mainstream Rock Tracks | 6 semaines          | 38e      | 6 mars 1982  |
| Hollywood (Down on Your Luck) | Mainstream Rock Tracks | 7 semaines          | 24e      | 3 avril 1982 |
| Hollywood (Down on Your Luck) | UK Singles Chart       | 3 semaines          | 53e      | 7 mars 1982  |